# John Lahart

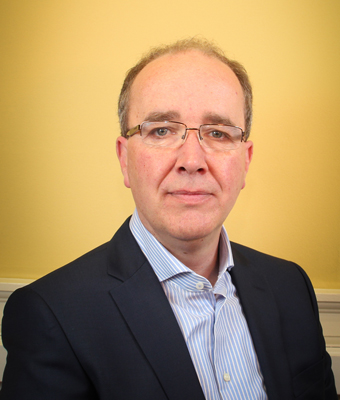
John Lahart (2016)

John Lahart (* 8. Oktober 1960 in Ballyroan, Dublin) ist ein irischer Politiker (Fianna Fáil) und gehört seit 2016 dem Dáil Éireann, dem Unterhaus des irischen Parlaments, an. 

## Leben
Lahart wurde am Mater Dei Institute of Education (heute eine Einrichtung der Dublin City University) als Lehrer ausgebildet. Von 1995 bis 2000 unterrichtete er an einer Gemeindeschule in Ballinteer. Nach einer Zusatzausbildung in Psychotherapie wurde er Knocklyon Psychotherapeut.
Seit 1983 war er Mitglied der Fianna Fáil. Von 1999 bis 2016 gehörte er dem South Dublin County Council an. Schon 2014 versuchte er, im Wahlkreise Dublin South-West bei einer Nachwahl in den Dáil Éireann gewählt zu werden. Dies misslang jedoch. Erst bei den Wahlen zum Dáil Éireann 2016 konnte er dann einen Sitz erringen und diesen weiterhin verteidigen.
Lahart war lange Zeit Berater des Politikers Tom Kitt.